# Jean Rieu
Jean Rieu, né le 22 mai 1921 à Talence (Gironde), mort le 30 décembre 1972 à Saint-Cloud (Hauts-de-Seine), est un homme politique français. Résistant, déporté à Dachau et Buchenwald, il a été député communiste de la Gironde de 1956 à 1958.

## Biographie
Fils de Roger Rieu, représentant de commerce, qui fut un des fondateurs du Parti communiste français en Gironde, et de Rachel Dath, ouvrière, Jean Rieu , après son certificat d'études primaires, puis son brevet à l'école supérieure de Talence, devient ouvrier tourneur dans la métallurgie à Bordeaux chez Motobloc, dont Marcel Bloch (Dassault) est administrateur. Militant dès quatorze ans à la Jeunesse communiste, il en est le secrétaire régional pour le Sud-Ouest et devient en 1939 membre de son conseil national.
Arrêté le 20 mai 1940 pour reconstitution d'association politique interdite, il est condamné à vingt ans de travaux forcés le 31 janvier 1941 par le tribunal militaire de Clermont-Ferrand devant lequel il dénonce la politique de collaboration. Incarcéré à la prison de Saint-Étienne, il s'en évade le 26 septembre 1943 avec l'aide des FTP. Membre du Front National de lutte pour la Libération, l'Indépendance et la Renaissance de la France, il devient dirigeant de la Jeunesse communiste dans la Région lyonnaise, chargé du recrutement des jeunes pour les maquis FTP, il est arrêté de nouveau le 2 mars 1944 sous son nom de résistant "Georges Dubost". D'abord incarcéré à la prison Saint-Paul de Lyon,il est déporté le 29 juin 1944 au camp de concentration de Dachau(matricule 76137), puis transféré à celui de Buchenwald(matricule 44823). Il est membre de la brigade française d'action libératrice de ce camp en 1945. En tant que commandant adjoint du bataillon clandestin Saint-Just, il prend et occupe la gare de Buchenwald avec une section de ce bataillon le 11 avril 1945 vers 17 heures.
De retour en Gironde, il reprend ses activités politiques, d'abord à l'Union de la jeunesse républicaine de France (UJRF), puis au parti communiste (PCF). Formateur à l'école centrale de son parti à Viroflay en 1948 et 1949, il devient le premier responsable départemental du PCF girondin en décembre 1949, à l'âge de 28 ans. Il reste secrétaire fédéral jusqu'en 1967. Conseiller municipal de Cenon, il est élu en 1953 conseiller municipal de Bordeaux. Plusieurs fois candidat aux élections législatives à partir de 1946, il est élu député de la 2e circonscription de la Gironde le 2 janvier 1956. Il siège à l'Assemblée nationale jusqu'en fin 1958. Parallèlement il est promu en 1956 au Comité central du PCF. Il le reste jusqu'à son décès en 1972. Il quitte Bordeaux en septembre 1967 pour Paris, où il travaille au comité central de son parti avec Jacques Duclos, Pierre Juquin et Claude Poperen, chargé de la communication (on disait propagande) et des relations avec les fédérations.

### Mandats électoraux
- Conseiller municipal de Cenon : 1947 - 1953
- Conseiller municipal de Bordeaux : 1953 - 1965
- Député de Gironde : 2 janvier 1956 - 8 décembre 1958

### Distinction
- Croix de guerre 1939-1945 au titre de la Résistance avec étoile d'argent et citation à l'ordre de la division

- Croix du combattant volontaire de la Résistance
- Médaille de la déportation et de l'internement pour faits de Résistance